# Cserenkov-effektus

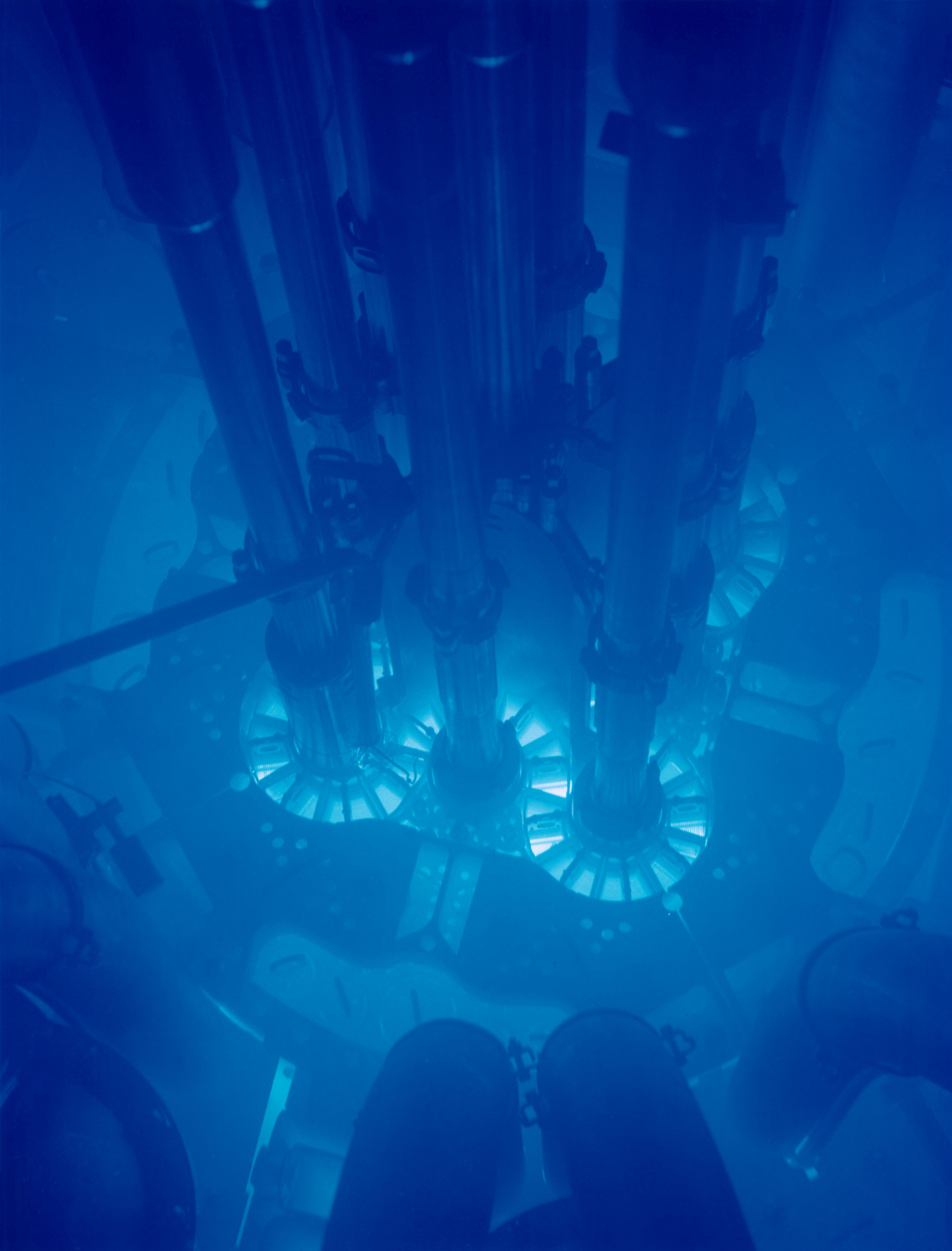
A Cserenkov-sugárzás látható fényként jelenik meg egy kísérleti reaktorban

Ha egy szigetelőben a közegbeli fénysebességnél nagyobb sebességgel halad egy töltött részecske, akkor elektromágneses sugárzást bocsát ki kúp alakban. Ez a jelenség a Cserenkov-effektus, a kibocsátott sugárzás a Cserenkov-sugárzás. Pavel Alekszejevics Cserenkov Nobel-díjas fizikusról nevezték el, aki elsőként jellemezte pontosan.
Analóg akusztikai jelenség a hangrobbanás.

## Geometriája
A képen

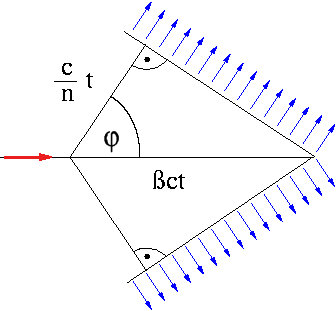
A Cserenkov-sugárzás geometriája

- v a részecske sebessége (piros nyíl),
- β = v/c,
- n a közeg törésmutatója,
- {\displaystyle \varphi } a kúp nyílásszöge
- a kék nyilak mutatják a sugárzás irányát

Ezekből a kúp nyílásszögére megkapható, hogy
{\displaystyle \cos \varphi ={\frac {1}{n\beta }}={\frac {c'}{v}}},
ahol c' a közegbeli fénysebesség.

## Felhasználása
A nagy energiájú töltött részecskék azonosítására használják. Az atomreaktorokban a Cserenkov-sugárzás intenzitása arányos az atommaghasadás gyakoriságával, mivel a hasadáskor nagy energiájú elektronsugárzást (bétasugárzást) kibocsátó radionuklidok keletkeznek.
A Cserenkov-sugárzást használják fel a részecskedetektorokban a részecskék azonosítására: sebességének és ezáltal a tömegének meghatározására. (A részecske lendülete a mágneses mezőbeli körmozgás sugarából ismert.) Ezeket a detektorokat a részecskefizikában Cserenkov-detektoroknak nevezzük.
A kozmikus sugárzás a Föld légkörébe csapódva elektron-pozitron párokat kelt. A Cserenkov-sugárzásukat használják fel arra, hogy meghatározzák a kozmikus sugárzás intenzitását és forrását. Hasonló módszert használnak az óriási neutrínódetektorokban, mint amilyen a Super-Kamiokande.